# Ocotea adenotrachelium
Ocotea adenotrachelium är en lagerväxtart som beskrevs av Carl Christian Mez. Ocotea adenotrachelium ingår i släktet Ocotea och familjen lagerväxter. Inga underarter finns listade i Catalogue of Life.